# Mundú
Mundú (މަންދޫ) je jeden z obydlených ostrovů na atolu Lámu na Maledivách.

## Geografie
Ostrov leží 239 km jižně od hlavního města Male, okolo 2° severní šířky a 73,5° východní délky. Mundú je součástí dlouhého korálového útesu lemujícího východní stranu atolu Lámu. Ostrov je protáhlý v severojižním směru, dosahuje délky 1 430 m a v nejširším místě je 250 m široký, povrch ostrova je velmi plochý.

## Podnebí
Podnebí ostrova je tropické monzunové podle Köppenovy klasifikace podnebí. Průměrná teplota je 25 °C, přičemž nejteplejším měsícem je duben s 27 °C a nejchladnějším únor s 26 °C. Průměrné srážky jsou 2 587 milimetrů za rok. Nejdeštivějším měsícem je prosinec se 417 milimetry srážek a nejsušším ledem s 23 milimetry.

## Obyvatelé
V roce 2014 bylo na ostrově 222 obyvatel, což znamenalo pokles populace o 40 % oproti 372 obyvatelům v roce 2006.

## Archeologie
Na ostrově jsou velké ruiny z maledivské buddhistické éry. V roce 1923 vykopal H. C. P. Bell rozpadlou stúpu. Na lokalitě nebylo nalezeno nic pozoruhodného, samotná stúpa byla již značně zničená a její zbytky tvořily nízkou hromadou suti a písku. Téměř veškeré tesané kamenné prvky byly odstraněné, po zábradlí či schodech zůstalo jen málo stop. Zpráva o stúpě byla zveřejněna v Bellově monografii.